# Чапаб (муниципалитет)
Чапа́б (исп. Chapab) — муниципалитет в Мексике, штат Юкатан, с административным центром в одноимённом посёлке. Численность населения, по данным переписи 2010 года, составила 3035 человек.

## Общие сведения
Название Chapab происходит из майянского языка и его можно перевести как: место добычи масляной, жирной воды.
Площадь муниципалитета равна 169 км², что составляет 0,42 % от общей площади штата, а наивысшая точка — 24 метра, расположена в поселении Унабчен.
Он граничит с другими муниципалитетами Юкатана: на севере с Текохом, на востоке с Мама, на юге с Цаном, на юго-западе с Тикулем, и на западе с Сакалумом.

## Учреждение и состав
Муниципалитет был образован в 1935 году, в его состав входит 5 населённых пунктов:
| Код INEGI | Населённый пункт                                                             | Численность населения (2005 год) | Численность населения (2010 год) |
| --------- | ---------------------------------------------------------------------------- | -------------------------------- | -------------------------------- |
| 018       | Всего                                                                        | 2922                             | 3035                             |
| 0001      | Чапаб (исп. Chapab) 20°27′30″ с. ш. 89°27′30″ з. д. (административный центр) | 2057                             | 2141                             |
| 0003      | Ситинкабчен (исп. Citincabchén) 20°31′04″ с. ш. 89°32′06″ з. д.              | 817                              | 843                              |
| 0004      | Унабчен (исп. Hunabchén) 20°31′57″ с. ш. 89°30′46″ з. д.                     | 34                               | 42                               |
| 0017      | Шайбе (исп. Xaybé) 20°26′19″ с. ш. 89°25′45″ з. д.                           | 3                                | 6                                |
| 0025      | Роса-Альварадо (исп. Rosa Alvarado) 20°27′37″ с. ш. 89°26′50″ з. д.          | 9                                | 3                                |

## Экономика
По статистическим данным 2000 года, работоспособное население занято по секторам экономики в следующих пропорциях:
- сельское хозяйство и скотоводство — 52,3 %;
- торговля, сферы услуг и туризма — 23,5 %;
- производство и строительство — 23,3 %;
- безработные — 0,9 %.

## Инфраструктура
По статистическим данным 2010 года, инфраструктура развита следующим образом:
- электрификация: 97,1 %;
- водоснабжение: 97,9 %;
- водоотведение: 97 %.

## Достопримечательности
В муниципалитете можно посетить церковь Апостола Петра, построенную в XVIII веке, а также бывшую асьенду Юкман.

## Фотографии

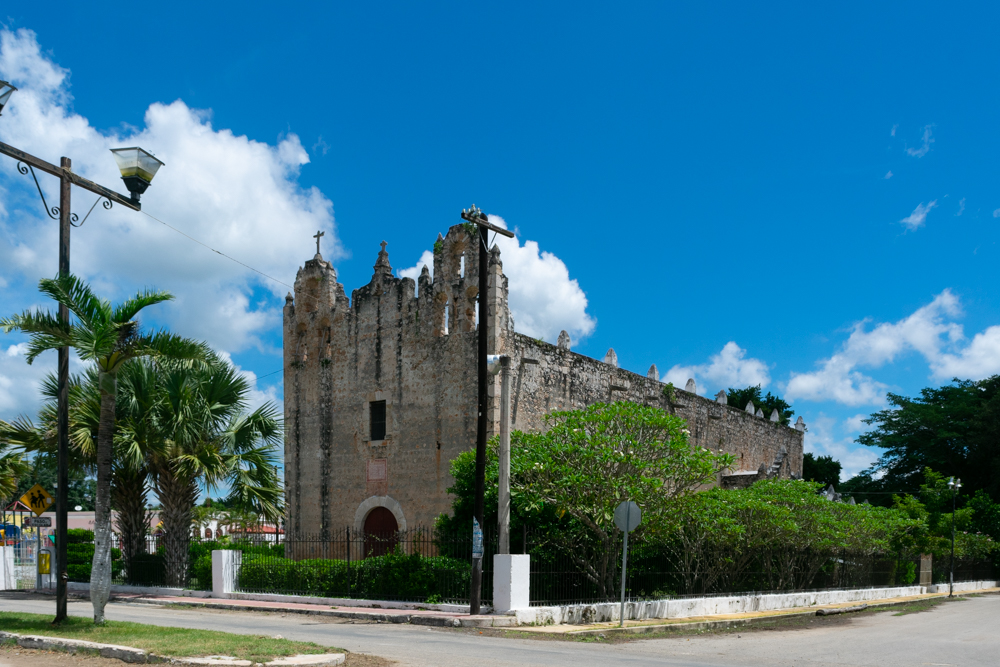
Церковь в Чапабе
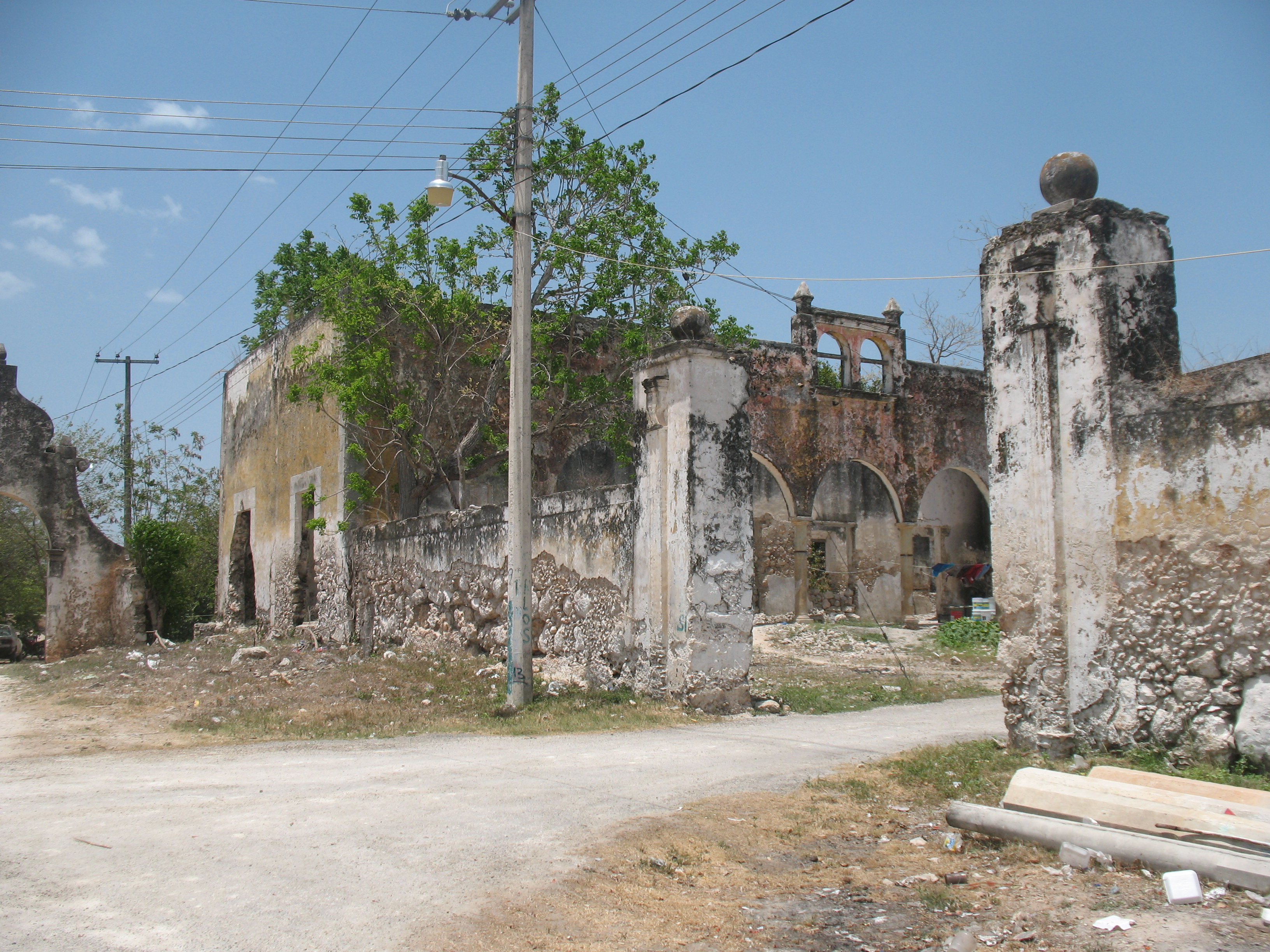
Развалины бывшей асьенды в Ситинкабчене
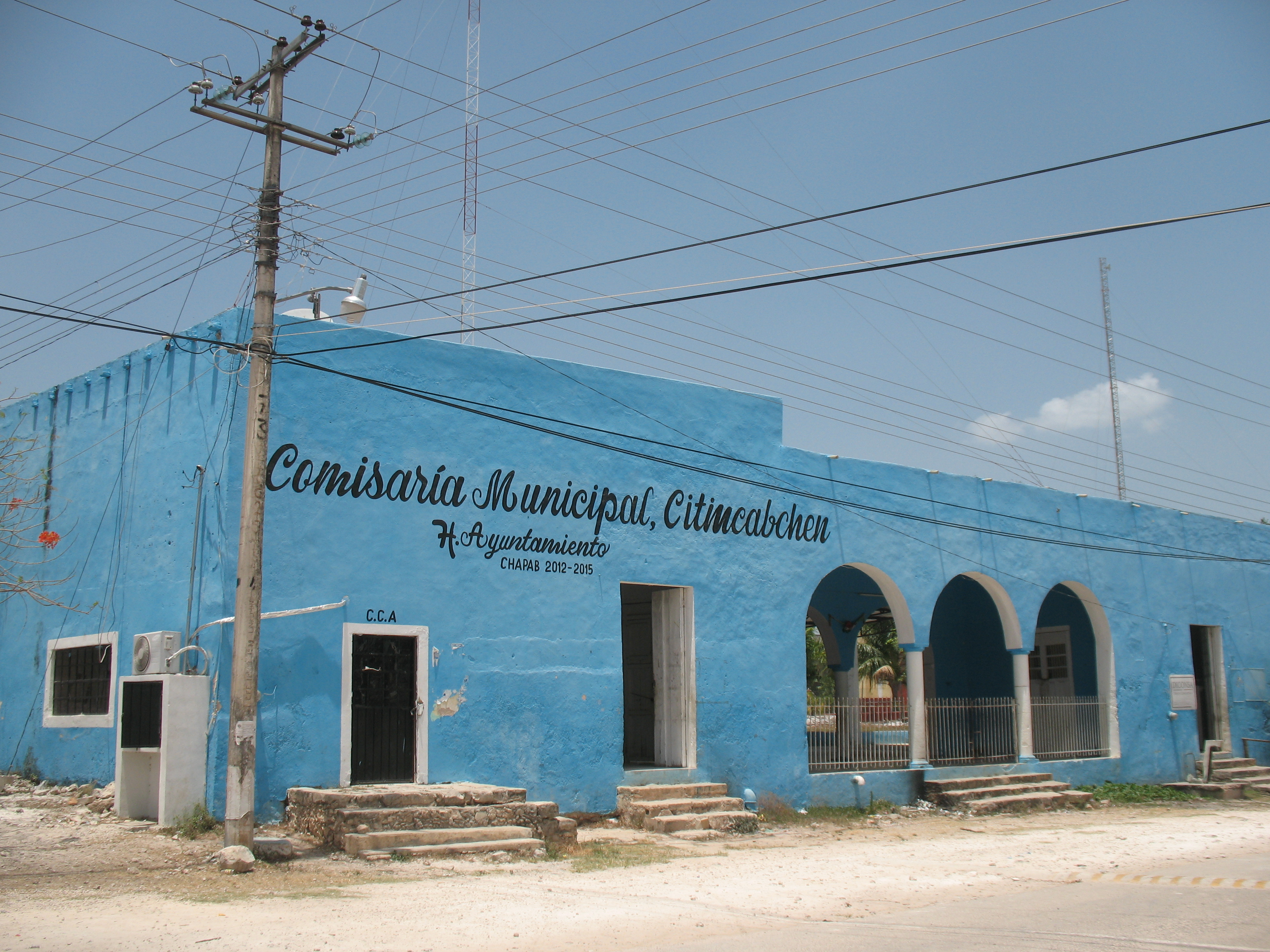
Комиссариат в Ситинкабчене